# ヨブスマソウ
ヨブスマソウ（夜衾草、学名: Parasenecio robustus）はキク科コウモリソウ属の多年草である。若葉や若い茎葉は、山菜として食べられている。

## 名称
和名の「ヨブスマ」については諸説ある。一説にはコウモリのことで、葉の形に基づくとされていた。このほか、夜衾つまり夜着のことともされていた。さらに植物和名語源の研究で知られる深津正はムササビであると明快に結論し、ムササビが空中滑走する姿に葉の形を見立てたものとしている。別名で、ホンナ、ポンナ、ドウナ、ドッホナともよばれる。ホンナやポンナは、茎を折ったときに出る音に由来する。

## 特徴
日本の北海道、北関東以北の本州、およびアジア北東部のサハリン、南千島、カムチャツカ、朝鮮半島、中国東北部に分布する。山中の林中や谷間の少し湿った場所に群生する。
多年生草本（地中植物）。草丈は90 - 250センチメートル (cm) 。茎は中空で、若いうちは茎や葉に軟らかい毛が密生する。
葉は互生し、葉身は大きな三角状の鉾形か三角状腎形で、長さ25 - 35 cm、左右の角がピンと張り、葉縁には鋸歯がある。葉柄に広い翼があり、ふつう基部は耳状で茎を抱くが、ときに抱かないこともある。総苞は10 - 12ミリメートル (mm) 、総苞片は5 - 8個ある。
花期は夏から秋（7 - 10月）にかけて。小さな白い花を多数咲かせる。果実は痩果で灰色、長さ5 mm、幅1 mmほどのやや扁平の狭倒披針形で、冠毛は白色で長さ7 - 8 mmほどある。果皮は約10個の低く細い縦隆条が並ぶ。
近似種のオオバコウモリ（学名: Parasenecio tschonoskii）は葉柄の上部にだけ翼があって、茎を抱かず、総苞は7 - 8 mmで全体にやや小型である。本州の主に日本海側に、同属で葉が五角状腎臓形のイヌドウナ（学名: Parasenecio aidzuensis）がある。

## 食用
野菜にはないクセの強い香りが特徴で、山菜として食べられる。大きく生長しすぎると匂いが強くなりすぎるので、まだ葉が巻いている太い若芽を、軽く折り取れるところで採取する。少し伸びたものは、茎の上部の柔らかい若葉を摘んで食べる。さっと茹でて水にさらすが、少し大きくなったものは5 - 6時間さらしてから食べる。茹でたものは、おひたし、和え物、煮びたし、卵とじにして食べるが、生のままでも天ぷら、掻き揚げ、汁の実、油炒めにもできる。